# Mikael Källström
Mikael Källström (ur. 26 lutego 1959 w Hedemorze) – szwedzki piłkarz oraz trener piłkarski. W czasie swojej kariery występował w barwach takich klubów, jak Sandvikens, Gefle oraz Häcken. Następnie, już jako trener, prowadził samodzielnie Jonsereds, Skene i Sandefjord Fotball. Ojciec Kima Källströma, reprezentanta Szwecji i gracza m.in. Olympique Lyon oraz Arsenalu.